# 韓美聯合軍司令部
韓美聯合軍司令部（英語：ROK/US Combined Forces Command），簡稱聯合司（CFC；），是韓國與美國聯合編成的司令部。該司令部於1978年成立，使韓國國軍前線部隊的任務由聯合國軍司令部移交給韓美聯合司令部管轄。依據法律，韓美聯合司令部的司令由駐韓美軍司令兼任，副司令則為韓國陸軍四星上將。